# ريكو فاتا
ريكو فاتا (من مواليد 12 فبراير 1980) هو لاعب هوكي جليد كندي محترف سابق. لعب لكالغاري فليمز، نيويورك رينجرز، وأتلانتا ثراشرز وواشنطن العواصم من دوري الهوكي الوطني.

## الحياة الشخصية
- لعب درو شقيق فاتا الهوكي ولعب ثماني مباريات لفريق نيويورك آيلندرز.[2]
- بعد تقاعده كلاعب، افتتح مدرسة للهوكي. ويمتلك فاتا مطعمين من مطاعم تيم هورتونز في سولت سانت.[3]